# Badbury Rings
Badbury Rings est une colline fortifiée de l'âge du fer britannique située dans le Dorset, en Angleterre.

## Histoire
Le site témoigne d'au moins deux phases de construction. La première comprend les deux remparts et les deux fossés intérieurs, qui enclosent une surface d'environ 7 hectares. La seconde, qui double la superficie enclose, comprend le rempart et le fossé extérieur. Le site se trouve dans la région occupée avant l'occupation romaine par le peuple des Durotriges.
Quelques objets de l'époque romaine ont été découverts sur le site, et la ville de Vindocladia mentionnée dans l'Itinéraire d'Antonin pourrait correspondre à un site archéologique situé à 1,5 km au sud-ouest de la colline. Le fort semble avoir été réoccupé durant la période post-romaine. Il s'agit d'un des emplacements proposés pour la bataille du mont Badon, qui aurait opposé Bretons et Anglo-Saxons aux alentours de l'an 500.